# اشمح (النادرة)

تعديل مصدري - تعديل

اشمح هي إحدى قرى عزلة مقنع الأعلى بمديرية النادرة التابعة لمحافظة إب، بلغ تعداد سكانها 1054 نسمة حسب تعداد اليمن لعام 2004.